# فاولی، همپشر
فاولی (به انگلیسی: Fawley) یک روستا و محله مدنی در بریتانیا است که در New Forest District واقع شده‌است.